# Valkeala
Valkeala est une ancienne municipalité du sud-est de la Finlande, dans la région de la Vallée de la Kymi.
En janvier 2009, les six municipalités – Kouvola, Kuusankoski, Elimäki, Anjalankoski, Valkeala et Jaala – ont fusionné pour former la nouvelle municipalité de Kouvola.
Depuis la fusion Valkeala est devenue le district de Valkeala à Kouvola.

## Géographie
L'ancienne commune présente un visage assez varié. Le sud, autour du Salpausselkä et à proximité du fleuve Kymijoki, est assez densément peuplé et industrialisé.
À l'inverse, le nord est très sauvage, forestier et comptant de nombreux lacs. On y trouve à la fois le parc national de Repovesi, 3 200 maisons de vacances, et le camp de garnison de la brigade de Carélie, avec 3 000 soldats basés dans un secteur isolé.
La nationale 6 traverse le centre administratif et le sud de la commune tandis que la 15 relie Kouvola à Mikkeli via Valkeala.
Les municipalités voisines sont Anjalankoski au sud, Kouvola au sud-ouest, Kuusankoski à l'ouest, Jaala au nord-ouest, Mäntyharju au nord (Savonie du Sud), Savitaipale au nord-est et Luumäki à l'est (les 2 dernières en Carélie du Sud).

## Histoire
La paroisse fut fondée au XVIIe siècle, dans une région alors très peu densément peuplée. À la suite de la Guerre russo-suédoise de 1741-1743, Valkeala se retrouve du côté russe de la frontière et gagne un intérêt stratégique.
Lors de la Guerre russo-suédoise de 1788-1790, une importante bataille a lieu près du lieu-dit d'Utti (28 juin 1789).
Jugeant la route de Saint-Pétersbourg insuffisamment défendue, les russes y édifient ensuite le fort d'Utti, qui sera abandonné dès la signature du traité de Fredrikshamn de 1809 et le rattachement complet de la Finlande à la Russie. 
Le fort a été largement restauré dans les années 1980 et constitue désormais une attraction touristique.
Mais Utti conserve ensuite son statut de ville de garnison. Peu après l'indépendance du pays, Mannerheim choisit d'y installer la première base aérienne de Finlande. Celle-ci existe toujours aujourd'hui et sert de base aux forces spéciales et aux hélicoptères du régiment Jaeger d'Utti. Avec la brigade de Carélie basée à 25 km au nord, Valkeala est donc devenue une des villes de garnison les plus importantes du pays.
Valkeala a été marquée également par l'histoire industrielle de la région. À la fin du XIXe siècle, l'arrivée de la voie ferrée voit émerger de nouvelles zones industrielles le long du fleuve, principalement autour de l'industrie du papier. Les villes de Kuusankoski puis de Kouvola sont créées juste après l'indépendance à partir de terres prises à Valkeala, qui conserve quand même encore aujourd'hui certaines industries de traitement du bois.

## Lieux et monuments
- Tour d'Elving
- Manoir de Kirjokivi
- Cimetière moyenâgeux de Mäntysaari
- Rochers d'Olhava
- Parc national de Repovesi
- Forteresse d'Utti
- Église de Valkeala

## Personnalités
- Eino Rastas (1894–1965), coureur de fond
- Arvo Askola (1909–1975), coureur de fond
- Sulo Suorttanen (1921-2005), homme politique
- Elina Knihtilä (1971-), comédienne

## Galerie

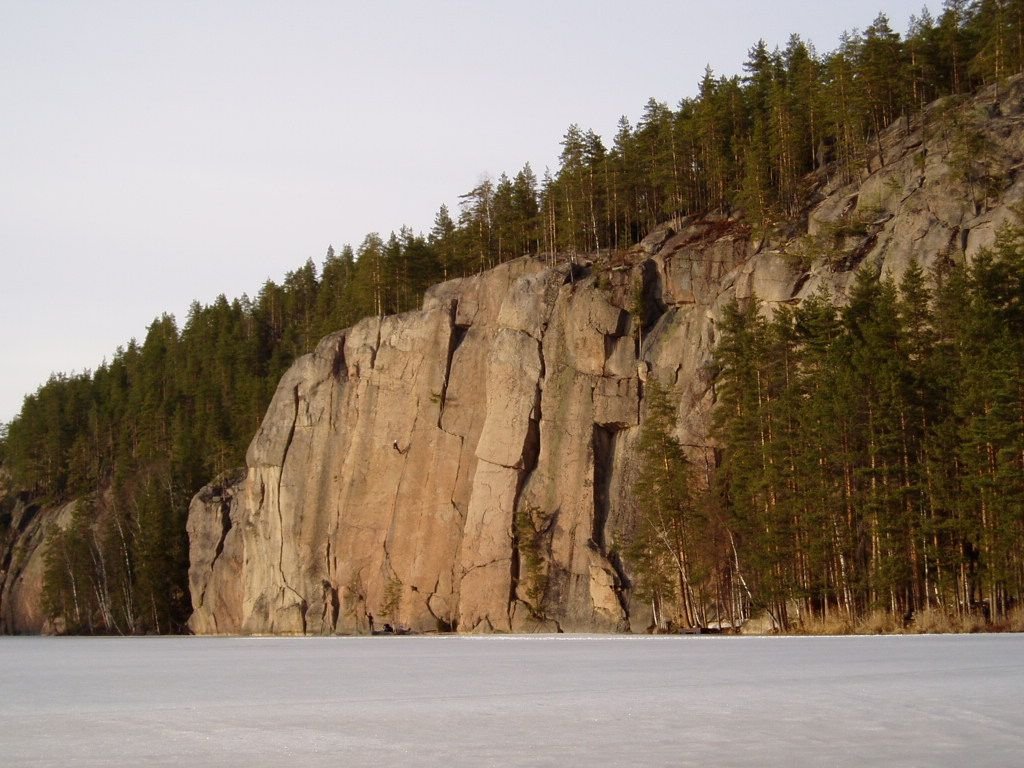
Falaise d'Olhavanvuori.
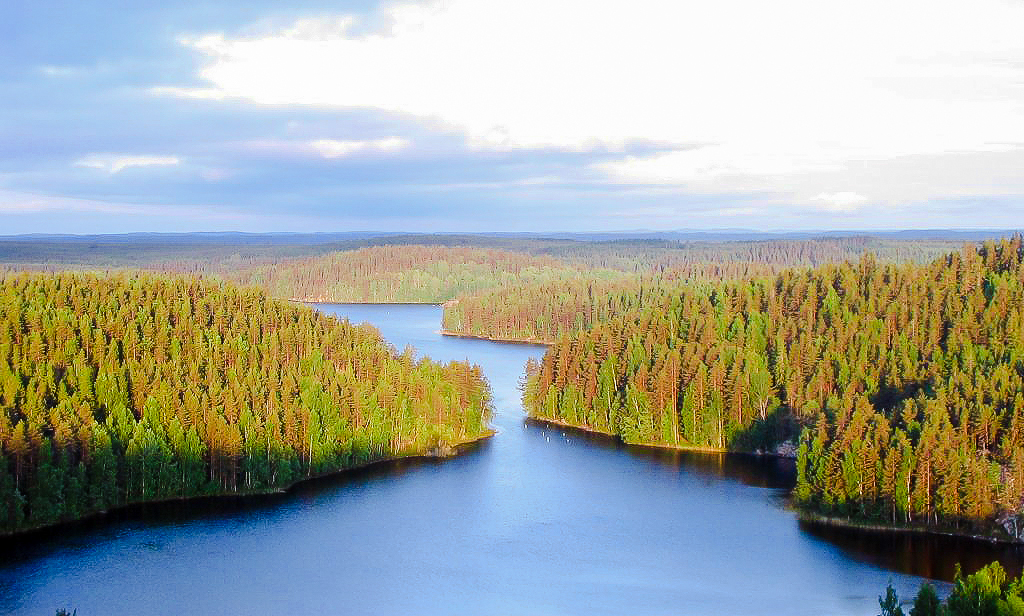
Parc national de Repovesi.
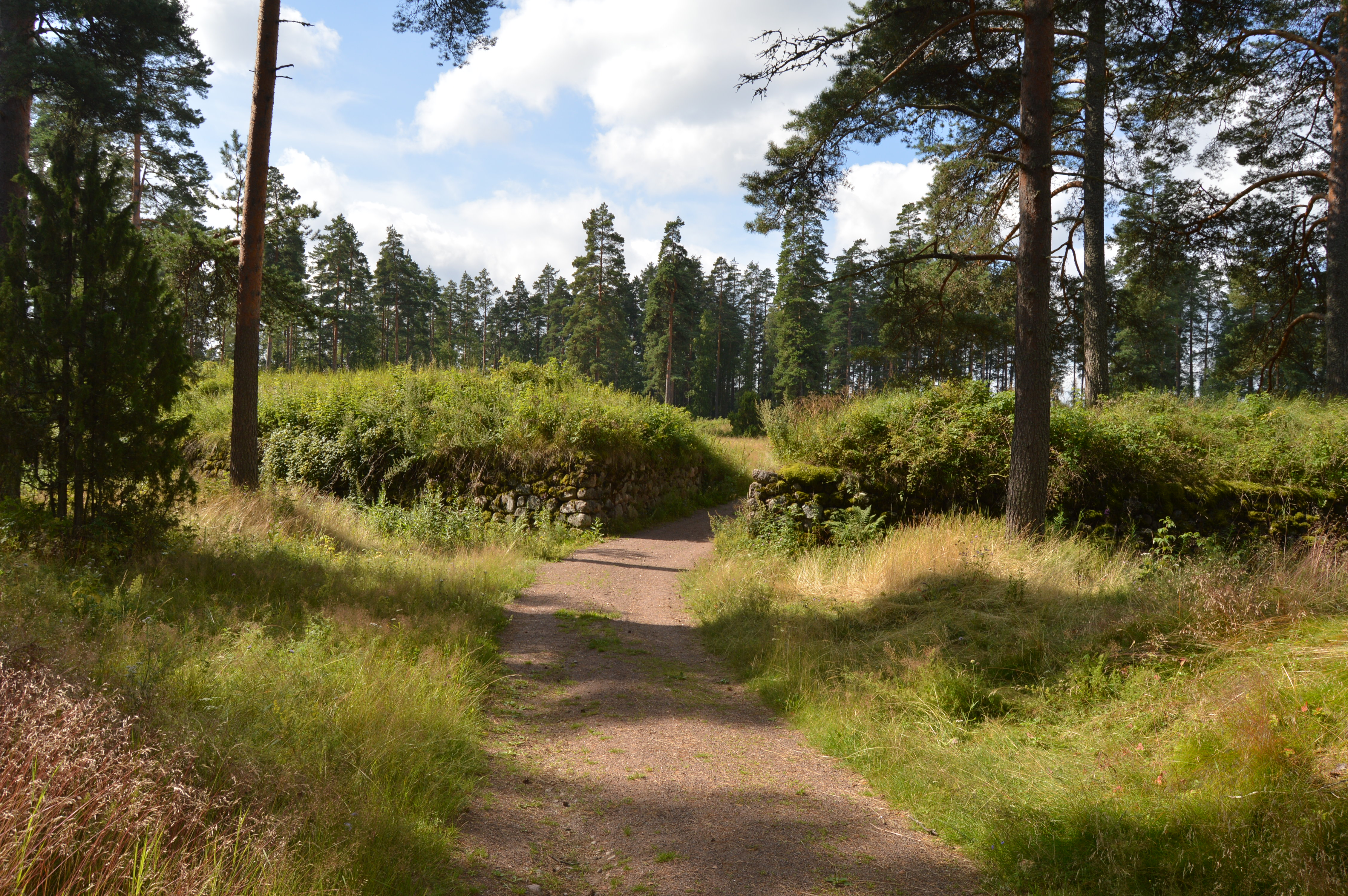
Forteresse d'Utti

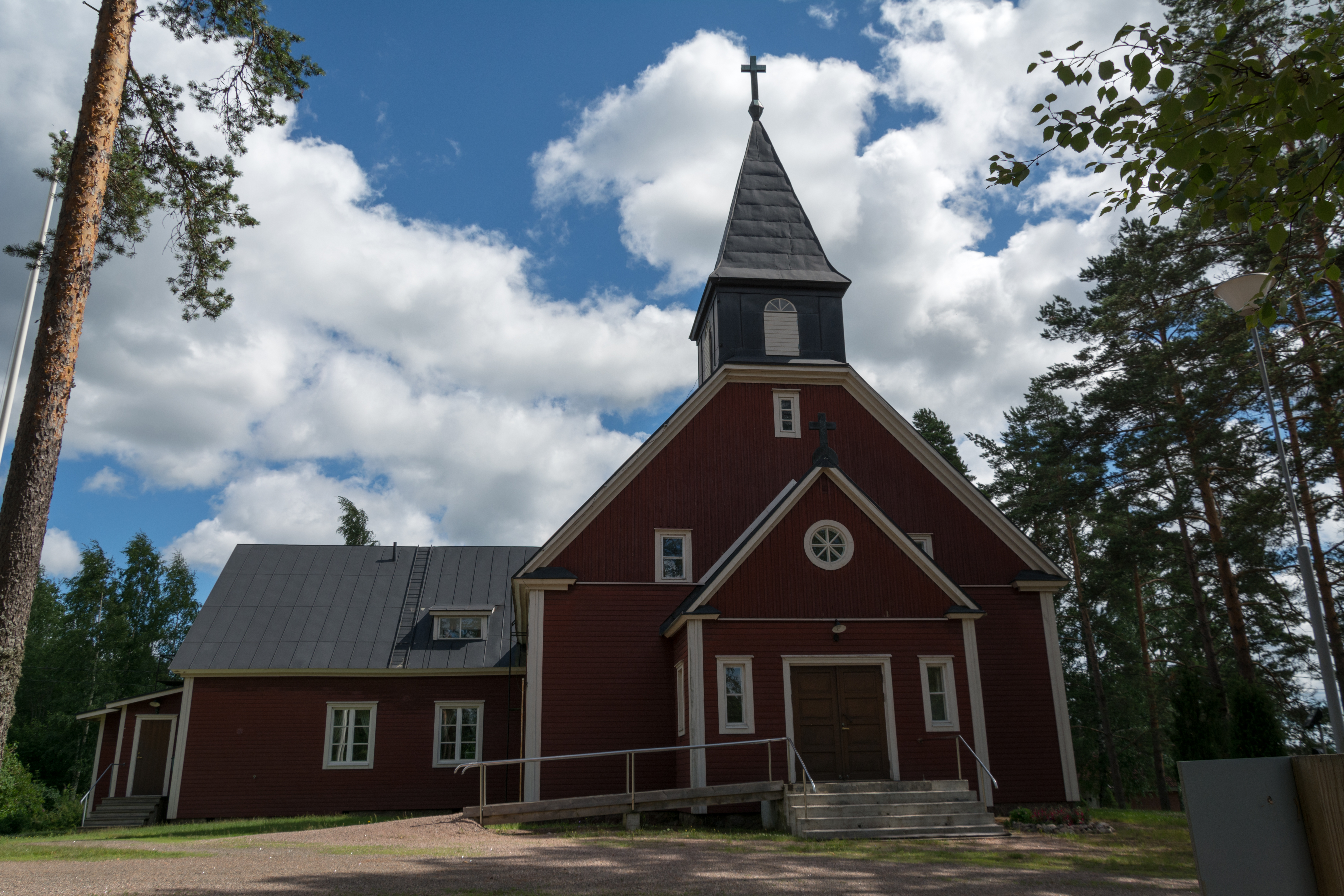
Église de Tuohikotti.
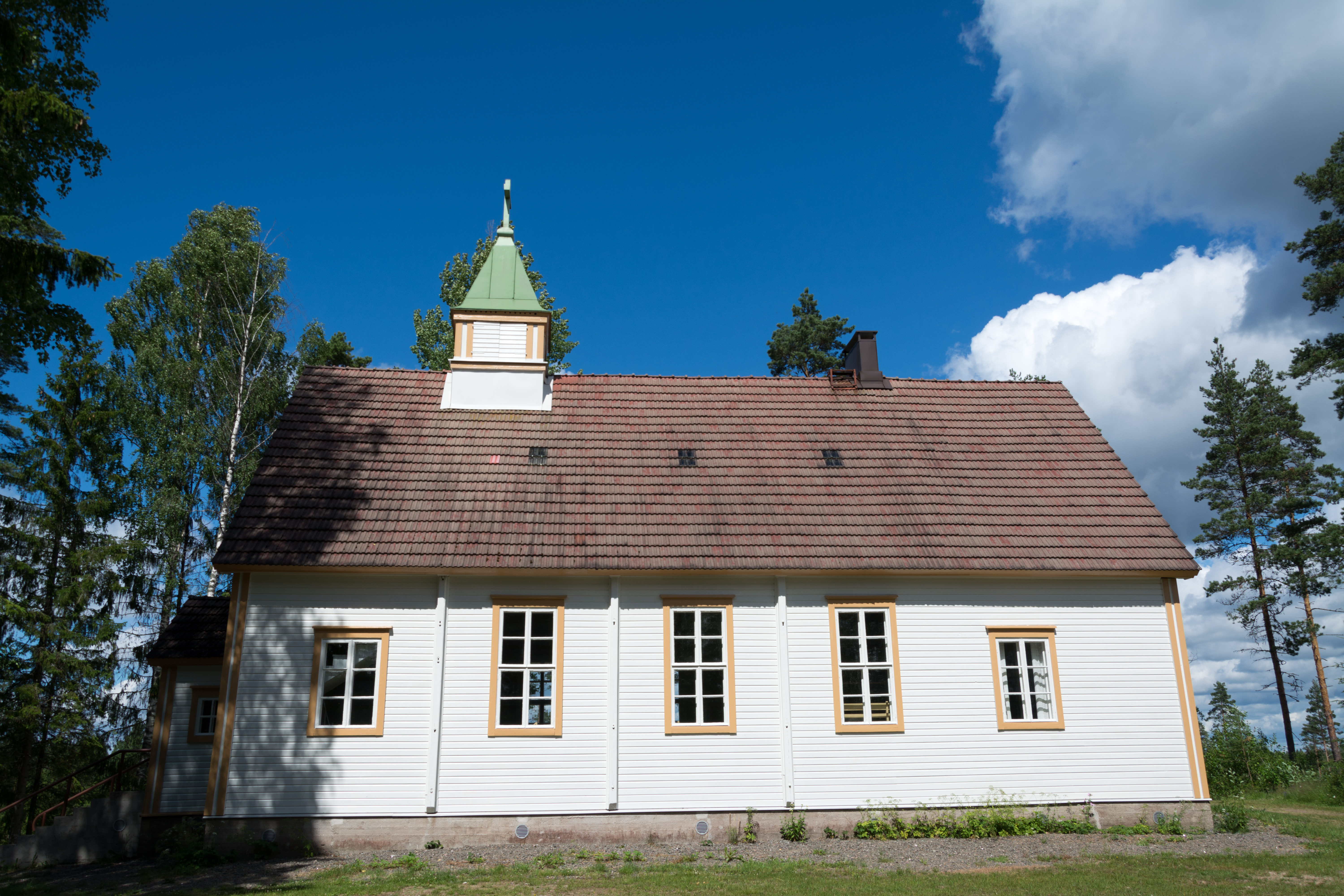
Église de Tirva.
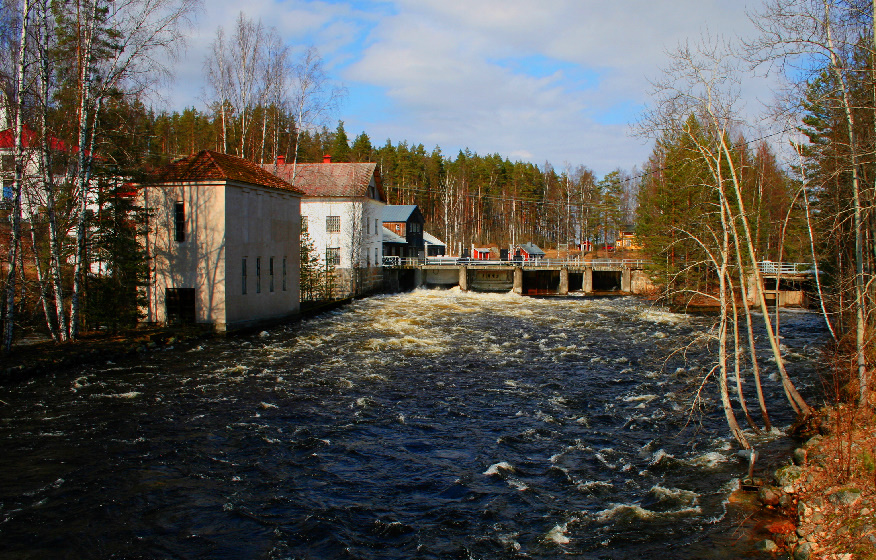
Rapides Voikoski.
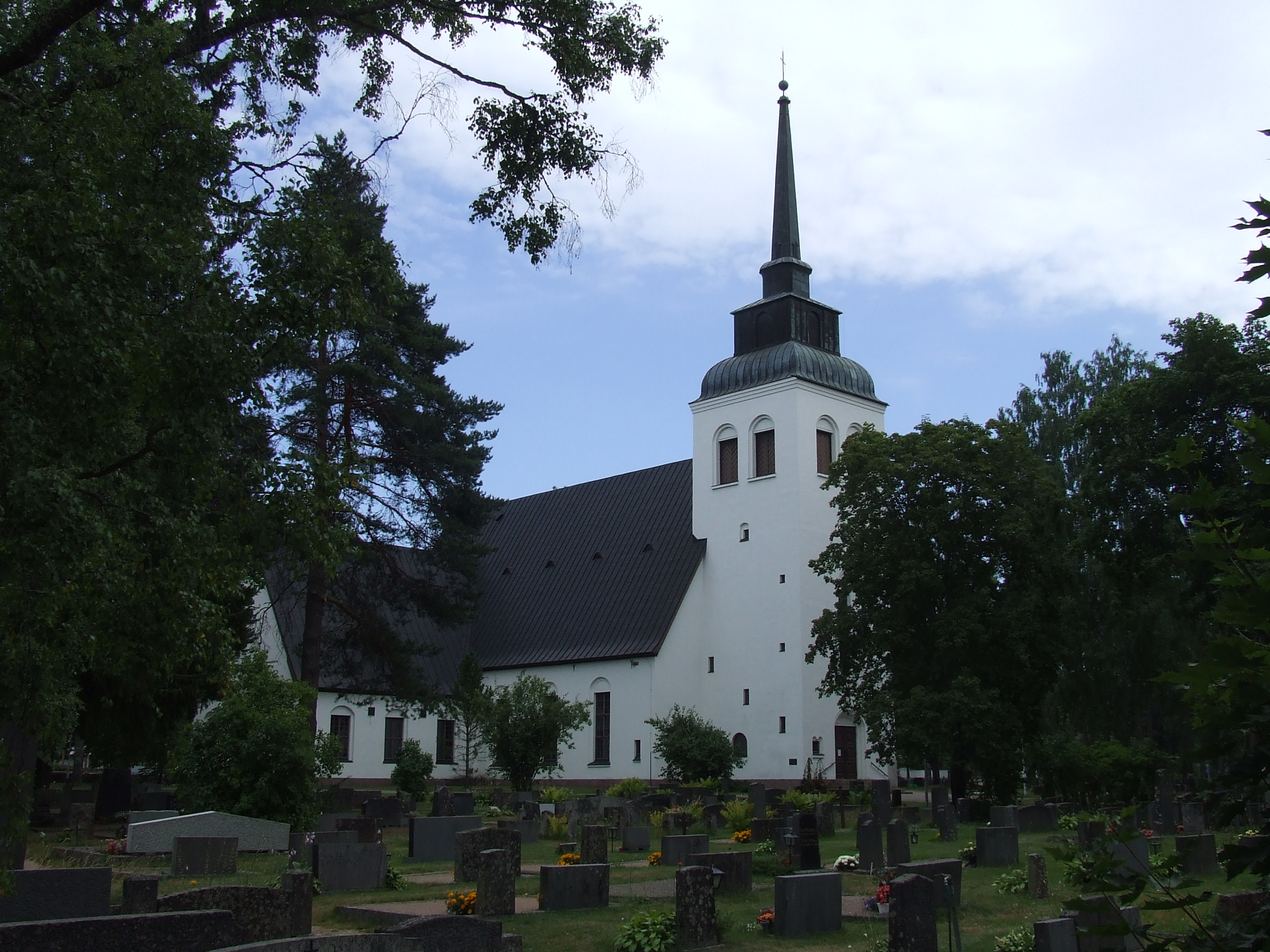
Église de Valkeala.